# Řád dubové koruny
Řád dubové koruny (lucembursky: Eechelaafkrounenuerden, francouzsky: Ordre de la Couronne de chêne. německy: Eichenlaubkronenorden) je státní vyznamenání Lucemburského velkovévodství založené v roce 1841. Velmistrem řádu je lucemburský velkovévoda. Udílen je za civilní i vojenské zásluhy občanům Lucemburska i cizím státním příslušníkům.

## Historie
Řád byl založen dne 29. prosince 1841 lucemburským velkovévodou Vilémem II., který byl také nizozemským králem. V době vzniku řádu bylo Lucemburské velkovévodství a Nizozemské království v personální unii, a tak oba národy ač stále oddělené a nezávislé sdílely jednoho panovníka. Přestože byl řád právně lucemburským vyznamenáním, byl často využíván jak Vilémem II. tak jeho následníkem velkovévodou Vilémem III. jako dynastický řád Nasavské dynastie a sloužil k vyznamenání nizozemských subjektů bez kontroly nizozemské vlády.
Po abdikaci velkovévody a krále Viléma I. v roce 1841 jeho nástupce Vilém II. zavedl lucemburskou antiliberální ústavu zvanou Charta s cílem posílit svou vládu. Při stejné příležitosti založil Řád dubové koruny, aby mohl vyznamenat své loajální podporovatele v jinak liberálně smýšlejícím Lucembursku.
Podoba řádového odznaku, stuhy i hierarchie řádu o čtyřech třídách byla inspirována ruským Řádem svatého Jiří. Vilém II. mohl být ovlivněn tím, že měl za manželku dceru cara Pavla I., a také tím, že Řád svatého Jiří sám obdržel za velení v bitvě u Waterloo.
Vilém II. ustanovil počet členů řádu na méně než 30. Jeho nástupce Vilém III. však využil možnosti udělit toto vyznamenání dle svého uvážení a v den, kdy se stal lucemburským velkovévodou udělil 300 těchto řádů. V následujících letech bylo uděleno dalších několik set vyznamenání. Ve skutečnosti v té době bylo v Nizozemsku tolik vyznamenaných a řád byl tak široce používán, že byl považován za nizozemské ocenění.
Po nástupu Vilemíny Nizozemské, poslední žijící příslušnice dynastie Oranžsko-nasavské, na nizozemský trůn přestal být řád udílen nizozemským subjektům. Lucemburskou velkovévodkyní se však nestala, protože podle dynastické dohody Erneuter Erbverein, založené na salickém právu, nemohla žena nastoupit na lucemburský trůn pokud žil mužský dědic Nasavské dynastie alespoň v jedné dynastické větvi – v mladší Oranžsko-nasavské nebo starší Nasavsko-weilburské (dnešní Lucembursko-nasavská). A tak se lucemburským velkovévodou stal Viléminin německý příbuzný, její prastrýc z matčiny strany, Adolf, vévoda nasavský, který se stal velkovévodou ve věku 73 let. Řád tak od roku 1890 zůstal výhradně lucemburským vyznamenáním a nadále byl udílen v součinnosti s vládními činiteli, ne jako osobní řád. V Nizozemsku byl Řád dubové koruny nahrazen Řádem Oranžsko-nasavským založeným v roce 1892.
Od nástupu Adolfa byl Řád dubové koruny udílen za zásluhy především lucemburským občanům, i když byl příležitostně udělen i cizincům, především příslušníkům královských rodin a významným zahraničním osobnostem lucemburského původu.

## Pravidla udílení
Řád je především využíván k ocenění lucemburských občanů za civilní či vojenskou službu. Ocenění cizích státních příslušníků je však v určitých případech také možné. Řád udílí lucemburský velkovévoda na doporučení předsedy vlády.
Povýšení do vyšší třídy je možné nejdříve po pěti letech od předchozího ocenění. Po povýšení či úmrtí vyznamenaného se řádové insignie vrací ministerstvu zahraničí.
K řádu náleží také tři záslužné medaile. Ty byly zavedeny z důvodu, že v 19. století bylo nemyslitelné, aby poddůstojníci, prostí vojáci nebo manuálně pracující lidé byli přijati do rytířského řádu. Ocenění záslužnou medailí tedy neopravňuje ke členství v řádu. V prvních letech se zlaté medaile udíleli pouze zřídka, neboť byly drahé. Později již nebyli zlaté ale z pozlaceného stříbra nebo bronzu. Mezi příjemci medailí je řada celníků, hasičů a nižších úředníků. V některých případech byla zlatá medaile udílena starostům menších měst.
Až do 20. století se členkami řádu nemohly stát ženy, neboť podle lucemburské definice je rytíř muž. Mohla jim být udělena pouze záslužná medaile v libovolné třídě.
V období let 1841 až 1891 bylo uděleno 5826 vyznamenání a díky registrům známe většinu jmen vyznamenaných. Mezi prvními oceněnými byli členové nizozemské a lucemburské královské rodiny, mezi nimi i budoucí nizozemský král a lucemburský velkovévoda Vilém III. Nicméně ve stanovách řád neexistuje ustanovení, že by se princ při narození, po dosažení věku či po prvním přijímaní stal automaticky členem řádu.

## Insignie
Řádový odznak má podobu pozlaceného, bíle smaltovaného tlapatého kříže. V důstojnické třídě je kříž položen na zlatém dubovém věnci. V kulatém středovém zeleně smaltovaném medailonu je korunovaný monogram W (jako Willem).
Řádová hvězda má v případě velkokříže podobu osmicípé stříbrné hvězdy. V případě velkodůstojníka má tvar stříbrného maltézského kříže. Kulatý středový medailon je zeleně smaltovaný s vepsaným korunovaným monogramem W. Medailon je ohraničen červeně smaltovaným kruhem s nápisem JE MAINTIENDRAI. Celý medailon je obtočen dubovým věncem. Do roku 1858 měla řádová hvězda podobu maltézského kříže i ve třídě velkokříže.
Medaile má osmiúhelníkový tvar. Na přední straně je motiv shodný s řádovým odznakem, ovšem v nesmaltované podobě. Na zadní straně je nesmaltovaný dubový věnec. Autorem návrhu medaile byl Francouz Augusitn Armand Caqué, který byl také jako první oceněn zlatou medailí dne 19. února 1861.

Stuha řádu z žluto-oranžového hedvábného moaré s třemi tmavě zelenými pruhy. Podle tradice barvy byly inspirovány dubovými lesy a poli routy vonné, která jsou typická pro lucemburskou krajinu. Šířka stuhy je u třídy velkokříže 100 mm, u třídy velkodůstojníka 50 mm a ve zbylých třídách 37 mm.

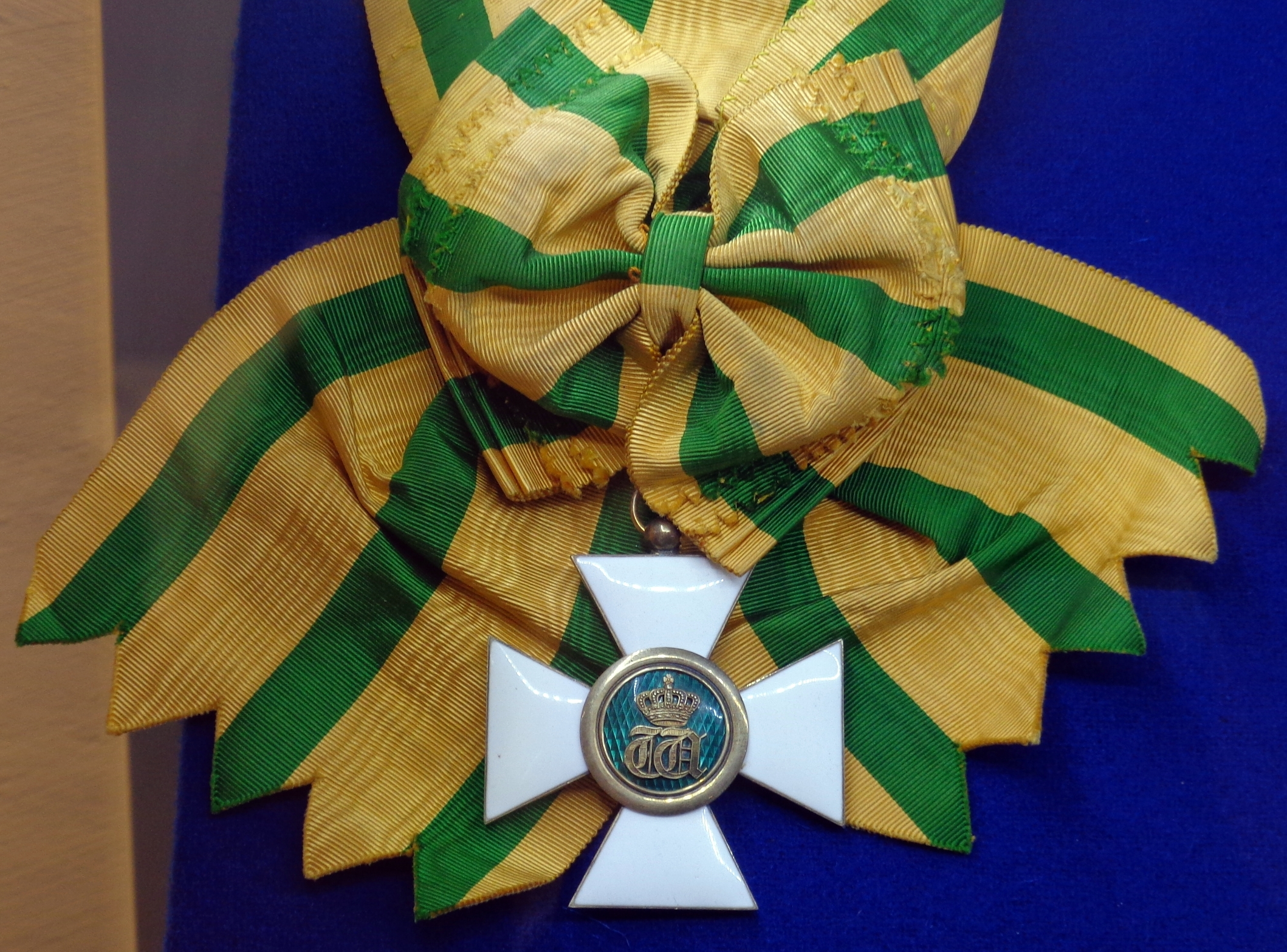
Velkokříž
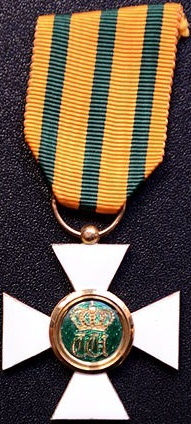
Rytíř
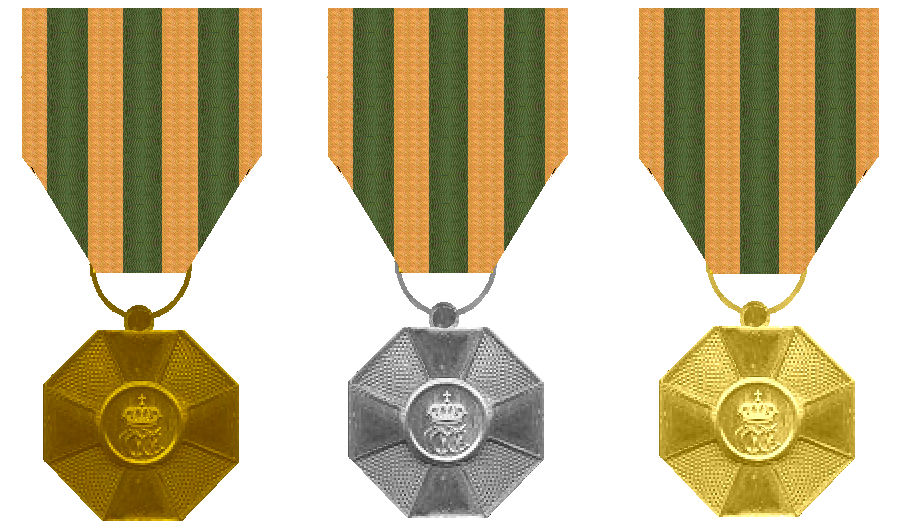
Medaile – bronzová, stříbrná a zlatá
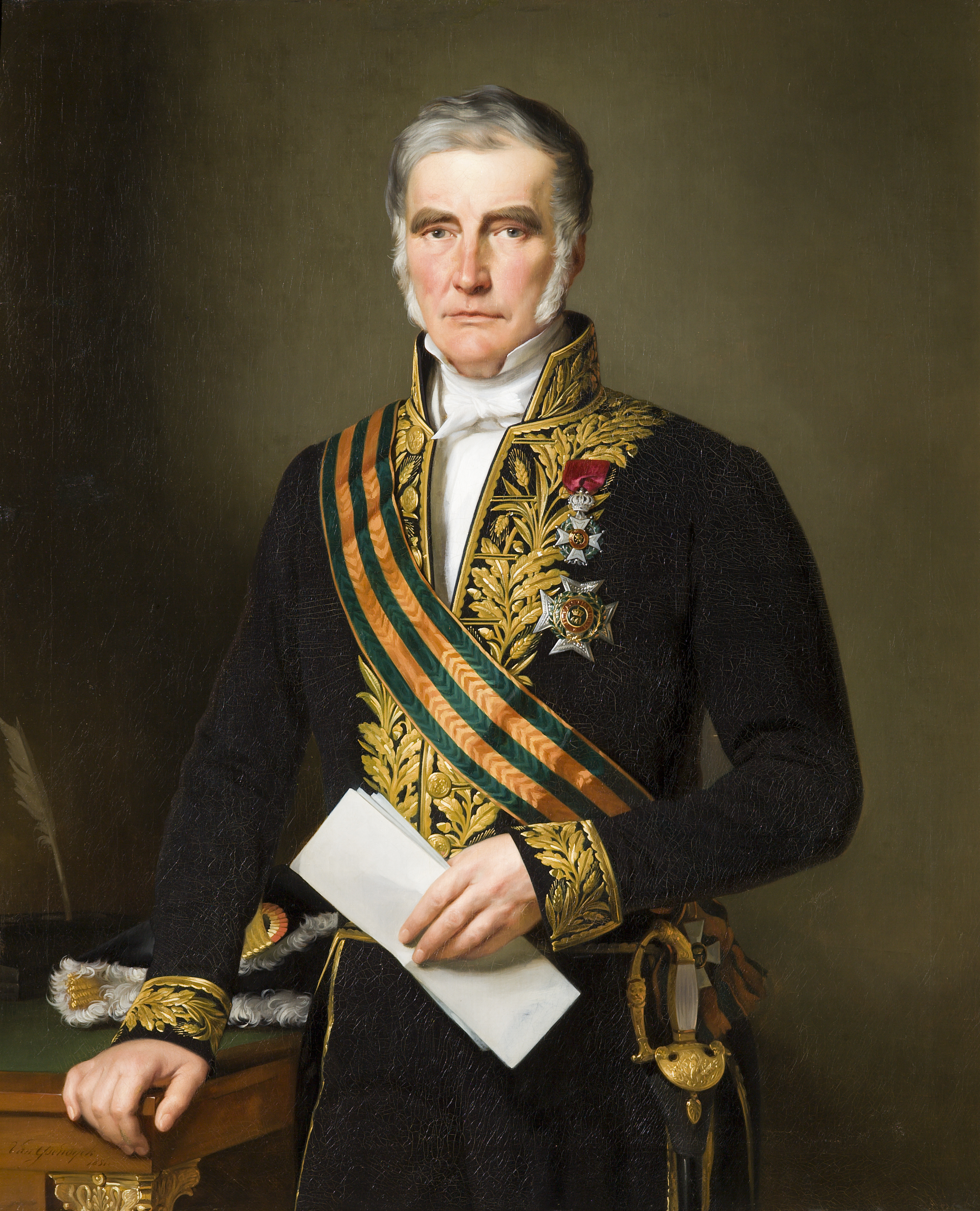
Augustin Dumon-Dumortier, belgický diplomat a politik

První insignie byly vyráběny nizozemskými klenotníky. Poté, co se ukázalo, že většinu dekorací lze objednat levněji v továrnách v Paříži, Lucembursko rozhodlo o využití francouzské výroby. Zlatá medaile však přestala být vyráběna z pravého zlata a nadále byla pouze pozlacena. Do roku 1890 se tak v Lucembursku vyráběly pouze vyšívané hvězdy.

## Třídy
Původně byl řád udílen ve čtyřech třídách. Dne 5. února 1858 byla přidána třída důstojníka a také tři záslužné medaile. Záslužné medaile byly zavedeny z důvodu, že v 19. století bylo nemyslitelné, aby poddůstojníci, prostí vojáci nebo manuálně pracující lidé byli přijati do rytířského řádu. Ocenění záslužnou medailí tedy neopravňovalo ke členství v řádu. V současné době je řád udílen v pěti řádných třídách a třech záslužných medailích:
- velkokříž – Řádový odznak se nosí na široké stuze spadající z pravého ramene na levý bok. Řádová hvězda se nosí nalevo na hrudi.
- velkodůstojník – Řádový odznak se nosí na stuze těsně kolem krku. Řádová hvězda se nosí nalevo na hrudi.
- komtur – Řádový odznak se nosí na stuze těsně kolem krku. Řádová hvězda této třídě již nenáleží.
- důstojník – Řádový odznak se nosí zavěšený na stuze s rozetou nalevo na hrudi.
- rytíř – Řádový odznak se nosí zavěšený na stuze bez rozety nalevo na hrudi.
- medaile – Medaile se nosí na řádové stuze nalevo na hrudi.
  - zlatá medaile (v roce 1872 nahrazena pozlacenou medailí)[3]
  - stříbrná medaile
  - bronzová medaile

| Řádové stuhy  | Řádové stuhy  | Řádové stuhy  | Řádové stuhy   | Řádové stuhy   | Řádové stuhy     | Řádové stuhy     | Řádové stuhy     | Řádové stuhy     | Řádové stuhy     | Řádové stuhy     | Řádové stuhy     | Řádové stuhy     | Řádové stuhy     | Řádové stuhy     |
| ------------- | ------------- | ------------- | -------------- | -------------- | ---------------- | ---------------- | ---------------- | ---------------- | ---------------- | ---------------- | ---------------- | ---------------- | ---------------- | ---------------- |
| velkokříž     | velkokříž     | velkokříž     | velkodůstojník | velkodůstojník | velkodůstojník   | komtur           | komtur           | komtur           | důstojník        | důstojník        | důstojník        | rytíř            | rytíř            | rytíř            |
| zlatá medaile | zlatá medaile | zlatá medaile | zlatá medaile  | zlatá medaile  | stříbrná medaile | stříbrná medaile | stříbrná medaile | stříbrná medaile | stříbrná medaile | bronzová medaile | bronzová medaile | bronzová medaile | bronzová medaile | bronzová medaile |

## Významní nositelé

### Velkokříže
- Šinzó Abe
- Alexandr Oranžský
- Anne, královská princezna
- Beatrix Nizozemská
- Joseph Bech
- Bernard Sasko-Výmarsko-Eisenašský
- Xavier Bettel
- Otto von Bismarck
- Aníbal Cavaco Silva
- Christina Nizozemská
- Winston Churchill
- Francesco Cossiga
- Dwight D. Eisenhower
- Fridrich Pruský
- Hans Globke
- Guillaume Lucemburský
- Dennis Hastert
- Hendrik Nizozemský
- Jan Lucemburský
- Jindřich I. Lucemburský
- Karel XV.
- Karel III. Britský
- Marie Pierre Kœnig
- Edmond Leburton
- Philippe Leclerc de Hauteclocque
- Joseph Luns
- Marcellin Marbot
- Margriet Nizozemská
- Jaime de Marichalar
- Wilfried Martens
- Désiré-Joseph Mercier
- Nursultan Nazarbajev
- Oskar II.
- Poul Schlüter
- Walter Bedell Smith
- Šarlota Lucemburská
- Ludwig von der Tann-Rathsamhausen
- Iñaki Urdangarin
- Achille Van Acker
- Pieter van Vollenhoven
- Vilemína Nizozemská
- Vilém-Alexandr Nizozemský

### Velkodůstojníci
- Jozias van Aartsen
- Hans van den Broek

### Komtuři
- Jan Kohout

### Důstojníci
- Hugo Gernsback

### Neznámá třída
- Tchaksin Šinavatra